# Cratere Carr
Carr  è un cratere sulla superficie di Venere. Deve il suo nome ad Emily Carr, pittrice canadese.